# Norma Barzman
Norma Levor Barzman (* 15. September 1920 in New York City; † 17. Dezember 2023 in Beverly Hills) war eine US-amerikanische Drehbuchautorin.

## Leben
Norma Barzman wuchs in New York City auf. Ihre Karriere als Drehbuchautorin an Spielfilme und Fernsehserien begann im Jahr 1946, als sie die Storyvorlage zu zwei Filmen lieferte: der Psychothriller The Locket basiert auf einer Erzählung von ihr, für die romantische Komödie Never Say Goobye schrieb sie gemeinsam mit ihrem Ehemann die Storyvorlage. Später arbeitete sie in Italien als Drehbuchautorin. Zwischen 1982 und 2006 veröffentlichte Barzman drei Bücher, von denen zwei autobiografischer Natur waren. Als Schauspielerin hatte sie in zwei Fernsehserien einen Auftritt vor der Kamera.
In zweiter Ehe war sie von 1942 bis zu seinem Tod im Jahr 1989 mit dem Drehbuchautor Ben Barzman verheiratet. Das Ehepaar wurde Ende der 1940er-Jahre verdächtigt als Kommunisten aktiv zu sein und wurden dann auf die sogenannte Schwarze Liste gesetzt, sodass sie beide daraufhin ihren Beruf in den USA nicht mehr ausüben durften. Im Jahr 1949 zogen sie nach Europa, wo sie unter anderem in Paris und in London lebten. Erst im Jahr 1977 kehrten beide wieder in die USA zurück und wohnten fortan in Beverly Hills. Aus der Ehe gingen insgesamt sieben Kinder hervor, darunter der Regisseur Paolo Barzman. Ihre Enkelin Julie Barzman ist als Schauspielerin tätig.
Barzman starb am 17. Dezember 2023 im Alter von 103 Jahren.

## Filmografie (Auswahl)
Als Drehbuchautorin
- 1946: Never Say Goodbye
- 1946: The Locket
- 1952: Fanciulle di lusso
- 1967: Il triangolo rosso (Fernsehserie)

Als Schauspielerin
- 1960: Theatre 70 (Fernsehserie, eine Folge)
- 2000: Pajama Party (Fernsehserie, eine Folge)

## Bibliografie
- Rich Dreams (1982)
- The Red and the Blacklist: The Intimate Memoir of a Hollywood Expatriate (2002)
- The End of Romance: A Memoir of Love, Sex, and the Mystery of the Violin (2006)